# Tarachodes pujoli
Tarachodes pujoli es una especie de mantis de la familia Tarachodidae.

## Distribución geográfica
Se encuentra en la República Centroafricana.